# Fjodor Bondartjuk
Fjodor Bondartjuk (russisk: Фёдор Серге́евич Бондарчу́к) (født 9. maj 1967 i Moskva i Sovjetunionen) er en russisk filminstruktør og skuespiller.
Han er søn af filminstruktøren og skuespilleren Sergej Bondartjuk.

## Filmografi
- Daun Khaus (2001)
- The Ninth Legion (9 рота, 2005)[5][6]
- Obitajemyj ostrov (Обитаемый остров, 2008)
- Stalingrad (Сталинград, 2013)
- Pritjazjenije (Притяжение, 2017)
- Vtorzjenije (Вторжение, 2020)